# Max Jason Mai
Miroslav Šmajda (n. 27 noiembrie 1988, Košice, Cehoslovacia) sau Max Jason Mai este un cântăreț, cunoscut pentru  participarea sa la concursurile Česko Slovenská Superstar (bazat pe UK Pop Idol) (locul 2) și Concursul Muzical Eurovision 2012. Este vegetarian.

## Eurovision 2012
Pe data de 16 noiembrie 2011, s-a anunțat oficial că Max Jason Mai va reprezenta Slovacia la ediția din 2012 a concursului Eurovision cu melodia Don't close your eyes. A fost repartizat în cea de-a doua semifinală. A obținut doar locul 18 cu 22 de puncte, nereușind să intre în finală.

## Albume
- Čo sa týka lásky (2010)

## Singles
- Last Forever
- Baby
- Loneliness
- Pod Vodou
- Don't close your eyes